# Ботово (Тверская область)
Бо́тово — деревня в Осташковском городском округе Тверской области. 

## География
Находится на берегу озера Селигер (плёс Величко), в 6 км (по прямой, через озеро) к западу от города Осташков. К северу от деревни находится Селигерский муравьиный заказник. 

## История
В 1789 году в селе была построена каменная Успенская церковь с 3 престолами, метрические книги с 1782 года.
В конце XIX — начале XX века село являлось центром Ботовской волости Осташковского уезда Тверской губернии. В 1889 году в селе было 43 двора, земская школа, промыслы: вязание сетей, рыболовство, отхожие - молотобойцы, дворники в Санкт-Петербурге.
С 1929 года деревня являлась центром Ботовского сельсовета Осташковского района Великолукского округа Западной области, с 1935 года — в составе Калининской области, с 1994 года — центр Ботовского сельского округа, с 2005 года — в составе Ботовского сельского поселения, с 2017 года — в составе Осташковского городского округа.

## Население
| 1859 | 1889 | 1921 | 1997 | 2002 | 2008 | 2010 |
| ---- | ---- | ---- | ---- | ---- | ---- | ---- |
| 178  | ↗183 | ↘169 | ↘11  | ↗14  | ↘12  | ↘1   |